# Electrobisium acutum
Electrobisium acutum es una especie extinta de arácnido del orden Pseudoscorpionida de la familia Neobisiidae.

## Distribución geográfica
Se encontraba en el Ámbar Birmano.